# Blönduós
Blönduós is een klein stadje aan de baai Húnaflói in het noordwesten van IJsland, op 245 kilometer afstand van de hoofdstad Reykjavík. Blönduós heeft ongeveer 813 (2013) inwoners en ligt aan weerszijden van de monding van de Blandaá, een 125 km lange gletsjerrivier (Blönduós betekent ook monding van de Blanda). Omdat het plaatsje goede havenfaciliteiten ontbeert zijn haar vooruitzichten niet rooskleurig en loopt het inwonersaantal gestaag terug. De Hringvegur, de belangrijkste verbindingsweg van IJsland, loopt dwars door Blönduós wat deze plaats een uitvalsbasis maakt om de omgeving te verkennen, zoals het Svínavatn, ("Varkensmeer"), Skagi en het gebied van de ontelbare heuvels in Vatnsdalur ten zuidwesten van het plaatsje. Overigens zijn er op IJsland nog twee plaatsen waar bepaalde geologische structuren ontelbaar lijken te zijn: de eilandjes in de fjord Breiðafjörður en de meertjes op de hoogvlakte Arnarvatnsheiði even ten westen van de gletsjer Langjökull. Ten noorden van Blönduós op weg naar Skagaströnd ligt het kerkje Höskuldsstaðir waar ergens in de bosjes een basaltzuil met rune-inscripties verscholen ligt. Door erosie zijn de tekens echter vrijwel verdwenen en slecht herkenbaar.

## Bezienswaardigheden
In de bijzonder opvallende betonnen kerk van Blönduós, die een vulkanische krater moet symboliseren, is het altaar beschilderd door de uit Bakkagerði afkomstige bekende IJslandse kunstenaar Jóhannes Sveinsson Kjarval.
Verder is er ook nog een textielmuseum, het Heimilisiðnaðarsafnið. Een gedeelte van de collectie was door Halldóra Bjarnardóttir samengesteld. Deze Halldóra is met haar 108 jaar tot nu toe de oudste vrouw van IJsland ooit geweest. Naast het textielmuseum in de voormalige meisjesschool Kvennaskóli zijn nu meerdere bedrijven gevestigd, waaronder het textiel Artists in Residence center Textilsetur.

## Bekende inwoners
- María Ólafsdóttir: zangeres die IJsland vertegenwoordigde tijdens het Eurovisiesongfestival in 2015